# Fižolčki
Fižolčki slovenska ljudska pravljica

## Obnova
V neki vasi sta živela mož in žena, ki sta bila že dolgo let skupaj, vendar še vedno nista imela otrok, a sta si jih močno želela. Vsak večer sta prosila boga, naj jima da vsaj enega.  
Ko je nekega večera žena kuhala fižol, je razmišljala, kako bi bilo lepo, če bi vsi ti fižoli postati otroci. Vsak, ki je padel iz lonca, se je spremenil v otroka. Hiša jih  je bila tako hitro polna. Žena je delo z njimi nekaj časa osrečevalo, vendar ni zmogla vsega, zato je vzela metlo in vse pomela čez prag. Kmalu ji je bilo žal, a na njeno srečo je pod mizo ostal še en fižolček, ki jima je prinesel v hišo mir in ponovno srečo.

## Književne osebe
Glavne književne osebe
- žena:
Bila je preprosta ženska in delavna gospodinja. Imela je močno željo po materinstvu. Ob izpolnitvi želje se ji je življenje spremenilo. 
- fižoli:
Bili so igrivi, nagajivi in živahni otroci.
Stranska književna oseba
- mož 

## Književni prostor
Pravljica se dogaja v hiši moža in žene, v neki vasi.

## Književni čas
Pravljica se dogaja nekega večera, ko je žena kuhala fižol.

## Analiza
Pravljico lahko interpretiramo na različne načine:
a) Pravljica govori o osamljenosti človeka in njegovi potrebi po družbi.  
b) Prikazuje problem neplodnosti. Kakšno močno željo po otrocih imata mož in žena, da bi za svoje otroke imela tudi fižole.
c) Prikazuje željo po družini in materinstvu. Prikazuje kako težko je vzgajati veliko število otrok ter izpolniti vse njihove želje na enkrat.

## Inačice pravljice
- Brenkova, K. Šepava račka. v zbirki Lonček, kuhaj. Mladinska knjiga, Ljubljana 2001
- Brenkova, K. Palček. v zbirki Lonček, kuhaj. Mladinska knjiga, Ljubljana 2001
- Brenkova, K. Deklica-žabica. v zbirki Lonček, kuhaj. Mladinska knjiga, Ljubljana 2001
- Maurer, N. Trnuljčica. v zbirki Velika knjiga pravljic. DZS, Ljubljana 1999
- Maurer, N. Sedem krokarjev. v zbirki Velika knjiga pravljic. DZS, Ljubljana 1999
- Maurer, N. Palčica. v zbirki Velika knjiga pravljic. DZS, Ljubljana 1999
- Malik, J. Žogica Nogica. Mladinska knjiga, Ljubljana 2003
- Rožnik, P. Palček. v zbirki Slepi bratec. Mladinska knjiga, Ljubljana 1981